# Selenops tenebrosus
Selenops tenebrosus là một loài nhện trong họ Selenopidae.
Loài này thuộc chi Selenops. Selenops tenebrosus được George Newbold Lawrence miêu tả năm 1940.